# 존 터틀토브

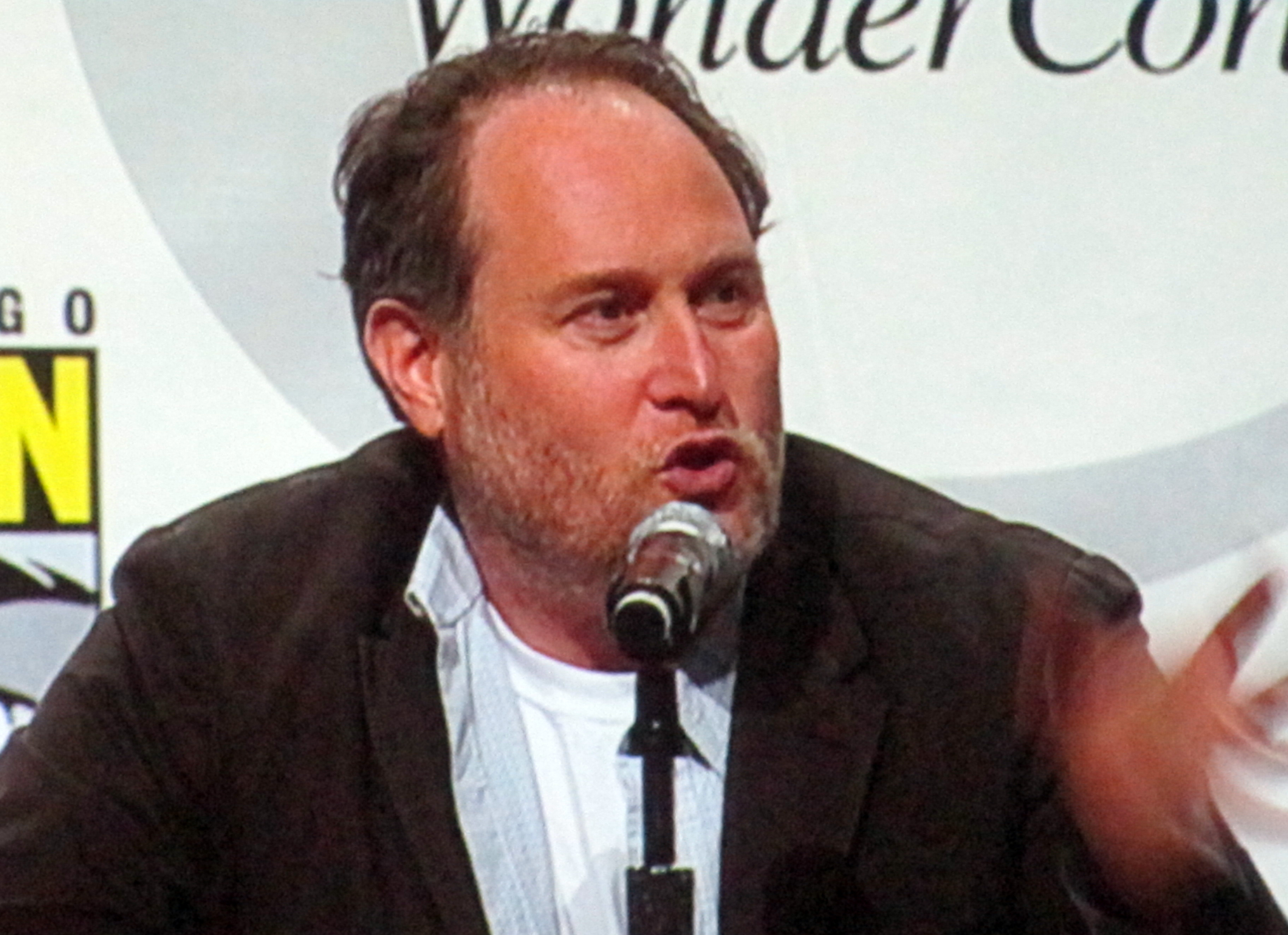
존 터틀토브

존 터틀토브(Jonathan Charles Turteltaub, Jon Turteltaub, 1963년 8월 8일 ~ )은 미국의 영화 감독이다.

## 작품 목록
- 쿨러닝(1993)
- 당신이 잠든 사이에(1995)
- 페노메논(1996)
- 인스팅트(1999)
- 내셔널 트레져(2004)
- 제리코(2006~2008,드라마)
- 내셔널 트레져: 비밀의 책(2007)
- 하퍼스 아일랜드(2009,드라마)
- 마법사의 제자(2010)
- 라스트베가스(2014)